# Badgerys Creek, New South Wales
Badgerys Creek este o suburbie în Sydney, Australia.